# Roti Jala

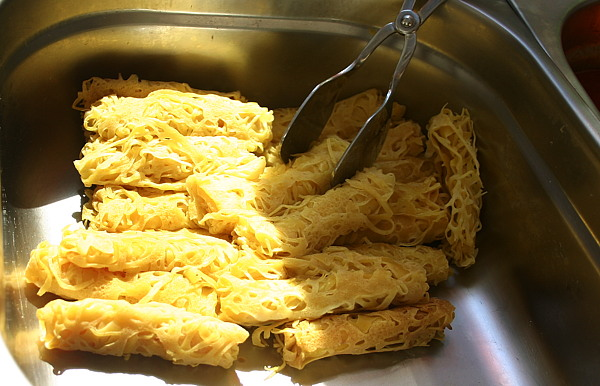
Roti Jala

Roti Jala (malaiisch für roti: Brot, Jala: Netz) ist ein Gebäck aus der malaiischen Küche. Charakteristisch ist die namensgebende Netzstruktur. Es wird aus einem dünnflüssigen Teig aus Mehl und Kokosmilch hergestellt. Die besondere Form erhält es dadurch, dass der Teig durch ein spezielles, löchriges Gefäß in kreisenden Bewegungen in die Pfanne gegossen wird, wodurch ein netzartiges Gitter entsteht, das von beiden Seiten gebacken wird. Anschließend wird es noch heiß aufgerollt oder gefaltet und als Beilage serviert. Ein ähnliches Gericht Malaysias ist Roti Canai.